# Duje Ćaleta-Car
Duje Ćaleta-Car (Šibenik, 1996. szeptember 17. –) világbajnoki ezüstérmes horvát válogatott labdarúgó, a spanyol Real Sociedad játékosa kölcsönben a francia Olympique Lyonnais csapatától.

## Pályafutása

### Klubcsapatban
Szülővárosa csapatában a HNK Šibenikben kezdte a pályafutását. A 2013–14-es szezonban az osztrák Pasching csapatában játszott. 2014-ben a Red Bull Salzburg igazolta le, mely kölcsönadta a Lieferingnek, ahol a 2014–15-ös szezont töltötte. A Floridsdorfer ellen mutatkozott be. 2015-ben visszatért a Red Bullhoz. Az Európa-liga 2017–18-as idényében csapatával bejutott az elődöntőbe, ahol az Olympique Marseille ellen mindkét találkozón pályára lépett.
2018. július 20-án ötéves szerződést írt alá az Olympique Marseillehez. 2022. szeptember 1-jén az angol Southampton négy évre szerződtette.
2025. augusztus 1-jén egyéves kölcsönszerződést kötött a La Ligában szereplő Real Sociedaddal, 3 millió eurós kivásárlási opcióval.

### A válogatottban
2014 és 2018 között 15 alkalommal lépett pályára a horvát U21-es válogatottban és 1 gólt szerzett. Nevezték a 2018-as világbajnokságon részt vevő válogatott 23-as keretébe. A nemzeti csapatban Brazília ellen mutatkozott be 2018. június 3-án, amikor Vedran Ćorluka helyére állt be az 52. percben. A világbajnokságon egy mérkőzésen lépett pályára a végül ezüstérmes horvát csapatban.

## Sikerei, díjai
Red Bull Salzburg
- Osztrák bajnok (2): 2016–17, 2017–18
- Osztrák kupa (1): 2016–17